# فرانك دانيلسون
فرانك دانيلسون (بالسويدية: Gösta Danielson)‏ هو منافس ألعاب قوى سويدي، (و. 1889 – 1960 م).

## وصلات خارجية
- فرانك دانيلسون على موقع أوليمبيديا (الإنجليزية)
- فرانك دانيلسون على موقع اللجنة الأولمبية السويدية (السويدية)